# Liste der Ständigen Vertreter der Vereinigten Staaten bei der Organisation Amerikanischer Staaten
Die Liste der Ständigen Vertreter der Vereinigten Staaten bei der Organisation Amerikanischer Staaten bietet einen Überblick über die Leiter der Ständigen Vertretung der USA bei der Organisation Amerikanischer Staaten (OAS).
Die Organisation Amerikanischer Staaten (englisch Organization of American States, OAS; spanisch Organización de los Estados Americanos; OEA, französisch Organisation des États Américains, OEA; portugiesisch Organização dos Estados Americanos, OEA) ist eine regionale Internationale Organisation in Amerika, die am 30. April 1948 in Bogotá, Kolumbien, gegründet wurde und ihren Hauptsitz in Washington, D.C. hat. Die OAS, der 34 unabhängige Staaten Nord- und Südamerikas als Mitglieder angehören, hat die Ziele Demokratisierung und Menschenrechte zu fördern, Kriminalität und Drogenhandel zu bekämpfen, den Frieden zu sichern und eine panamerikanische Freihandelszone zu schaffen. 
Der Missionschef hat den Titel eines Ständigen Vertreters der USA bei der Organisation Amerikanischer Staaten mit dem Rang eines Botschafters und war bis zum 12. April 1971 auch Vertreter der USA im Ständigen Rat der Organisation Amerikanischer Staaten im Rang eines Botschafters.

## Amtsinhaber
| Name                       | Beginn der Amtszeit | Ende der Amtszeit  | Anmerkung |
| -------------------------- | ------------------- | ------------------ | --- |
| William Dawson Jr.         | 18. Mai 1948        | 20. Juli 1948      | Dawson war seit dem 11. August 1947 US-Vertreter im Verwaltungsrat der Panamerikanischen Union und übernahm bei dessen erster Sitzung am 18. Mai 1948 Aufgaben im Rat der OAS. |
| Paul Clement Daniels       | 20. Juli 1948       | 6. Januar 1951     | Der Generalsekretär der OAS Alberto Lleras Camargo bestätigte den Erhalt der Akkreditierung von Daniels am 23. Juli 1948.                                                      |
| John Caspar Dreier         | 2. Januar 1951      | 12. November 1960  | |
| deLesseps Story Morrison   | 20. Juli 1961       | 15. September 1963 | |
| Ellsworth Bunker           | 29. Januar 1964     | 7. November 1966   | |
| Sol Myron Linowitz         | 15. November 1966   | 1. Mai 1969        | |
| Joseph John Jova           | 15. Juli 1969       | 13. Januar 1974    | |
| William Somers Mailliard   | 7. März 1974        | 1. Februar 1977    | |
| Gale W. McGee              | 30. März 1977       | 27. Mai 1981       | |
| John William Middendorf II | 1. Juli 1981        | 20. Juni 1985      | |
| Richard T. McCormack       | 16. Juli 1985       | 13. April 1989     | |
| Luigi R. Einaudi           | 6. November 1989    | 14. April 1993     | |
| Harriet Coons Babbitt      | 12. April 1993      | 30. November 1997  | |
| Victor Marrero             | 5. Januar 1998      | 15. November 1999  | |
| Luis J. Lauredo            | 7. Januar 2000      | 28. Juni 2001      | |
| Roger Francisco Noriega    | 6. August 2001      | 31. Juli 2003      | |
| John F. Maisto             | 31. Juli 2003       | 31. Dezember 2006  | |
| Henry Bonilla              | –                   | –                  | Seine Nominierung vom 15. März 2007 wurde am 6. Juni 2007 zurückgezogen. |
| Hector E. Morales          | 27. März 2008       | 8. Juli 2009       | |
| Carmen L. Lomellin         | 23. November 2009   | Dezember 2016      | |
| Mari Del Carmen Aponte     | –                   | –                  | Auf die Nominierung vom 31. Juli 2014 reagierte der US-Senat nicht. Die erneute Nominierung vom 8. Juli 2015 wurde durch den US-Senat am 3. Januar 2017 zurückgegeben.         |
| Carlos Trujillo            | 29. März 2018       | 19. Januar 2021    | |
| Francisco O. Mora          | 19. Januar 2023     | 11. Januar 2025    | |
| Thomas R. Hastings         | 11. Januar 2025     |                    | |

## Hintergrundliteratur
Interviews mit ehemaligen Botschaftern und Diplomaten im Rahmen des Foreign Affairs Oral History Project der Association for Diplomatic Studies and Training:
- AMBASSADOR ELLSWORTH BUNKER. In: Foreign Affairs Oral History Project (The Association for Diplomatic Studies and Training). 9. Dezember 1980, abgerufen am 7. Juni 2023 (englisch).
- AMBASSADOR JOSEPH JOHN JOVA. In: Foreign Affairs Oral History Project (The Association for Diplomatic Studies and Training). 10. Oktober 1991, abgerufen am 7. Juni 2023 (englisch).
- AMBASSADOR GALE MCGEE. In: Foreign Affairs Oral History Project (The Association for Diplomatic Studies and Training). 9. Dezember 1988, abgerufen am 7. Juni 2023 (englisch).
- AMBASSADOR J. WILLIAM MIDDENDORF, II. In: Foreign Affairs Oral History Project (The Association for Diplomatic Studies and Training). 28. Juli 1993, abgerufen am 7. Juni 2023 (englisch).
- AMBASSADOR RICHARD T. McCORMACK. In: Foreign Affairs Oral History Project (The Association for Diplomatic Studies and Training). 2. Januar 2002, abgerufen am 7. Juni 2023 (englisch).
- AMBASSADOR LUIGI R. EINAUDI. In: Foreign Affairs Oral History Project (The Association for Diplomatic Studies and Training). 17. Mai 2013, abgerufen am 7. Juni 2023 (englisch).
- AMBASSADOR HARRIET C. BABBITT. In: Foreign Affairs Oral History Project (The Association for Diplomatic Studies and Training). 21. November 2002, abgerufen am 7. Juni 2023 (englisch).